# Giai cấp vô sản
Giai cấp vô sản (tiếng Latinh: proletarius) là thuật ngữ để chỉ tầng lớp xã hội của những người kiếm tiền công trong xã hội tư bản, người mà tài sản duy nhất có giá trị vật chất đáng kể là sức lao động của họ.